# Zofia Batawia-Kłodnicka
Zofia Batawia-Kłodnicka – polska „Sprawiedliwa wśród Narodów Świata”. 

## Życiorys
W trakcie II wojny światowej mieszkała w Warszawie. Opiekowała się Janem Majzner-Michalskim - dziesięcioletnim synem zaprzyjaźnionej żydowskiej rodziny z Częstochowy. Po zdobyciu dla niego sfałszowanych dokumentów ulokowała go u swoich krewnych na wsi. Z czasem, Zofia przekazała go do swojej siostry na południu kraju, jednak wobec wzrostu zagrożenia wykrycia przez Niemców, zdecydowała się wziąć go do siebie. Załatwiła chłopcu także zabieg medyczny, w wyniku którego zatarto ślady obrzezania, co pozwoliło mu przetrwać w ukryciu. Po wojnie wyemigrował do Brazylii, gdzie został jednym z najbardziej cenionych krytyków teatralnych, pedagogiem i eseistą.
W 2022 r. wydano książkę poświęconą życiu Jana Majznera-Michalskiego, ukrywanego przez Zofię Batawię-Kłodnicką, pt. Dwa życia Yana. Historia Jana Majznera-Michalskiego.
23 grudnia 1982 r. Instytut Jad Waszem uhonorował Zofię Batawie-Kłodnicką medalem „Sprawiedliwy wśród Narodów Świata”.